# Hans Steinlein
Hans Steinlein (* 1. November 1911 in Wirsberg, Kreis Kulmbach; † 31. Dezember 1945 in Erlangen) war ein deutscher Geologe.
Steinlein ging in Kulmbach und Bayreuth zur Schule und studierte in München, Göttingen und Erlangen. Er absolvierte 1937 in Erlangen das Staatsexamen für das höhere Lehramt und wurde 1938 bei Bruno von Freyberg in Geologie promoviert. Danach war er Assistent am Geologischen Institut und nach der Habilitation 1944 Privatdozent. Er starb Ende 1945 an Verletzungen aus seiner Zeit als Pilot bei der Luftwaffe im Zweiten Weltkrieg (er leistete 1939 bis 1945 Militärdienst mit kurzer Unterbrechung 1943/44). Freyberg veröffentlichte postum einige seiner Schriften, darunter seine Habilitation über den Buntsandstein am Westrand der Böhmischen Masse. Den petrografischen Teil dazu konnte Steinlein nicht mehr in Angriff nehmen (Walter Alexander Schnitzer habilitierte sich darüber später bei Freyberg).
Er war seit 1939 verheiratet und hatte Kinder.

## Schriften
- Das Buntsandsteingebiet zwischen Kulmbach und Bayreuth, Abhandlung der Preußischen Geologischen Landesanstalt Berlin, Neue Folge Heft 180, 90 Seiten, 1 Abbildung, 2 Tafeln, 1938
- Ein neues Muschelkalkvorkommen bei Hirschau in der Oberpfalz. In: Zeitschrift der Deutschen Geologischen Gesellschaft, Band 94, 1942,  S. 110–114
- Geologie des Kitschenrain. Mit einer geologischen Karte 1 : 25 000, Erlanger Geologische Abhandlungen, Heft 1,  Erlangen 1952
- Der Buntsandstein am Westrand der Böhmischen Masse : Mit einer geologischen Übersichtskarte, weiteren 2 Tafeln u. 4 Abb. im Text, Erlanger Geologische Abhandlungen, Heft 8, 94 S., Erlangen 1953